# عزلة حبابة (عمران)

تعديل مصدري - تعديل

عزلة حبابة هي إحدى عزل مديرية ثلاء في محافظة عمران اليمنية ويبلغ تعداد سكانها 12715 نسمة حسب التعداد السكاني في اليمن لعام 2004.

## روابط خارجية
- الجهاز المركزي للإحصاء بالجمهورية اليمنية
- المركز الوطني للمعلومات باليمن
- World Gazetteer:Yemen
- الدليل الشامل